# Las malas mujeres
Las malas mujeres (título original en gallego: As malas mulleres) es una novela escrita por la autora española Marilar Aleixandre, publicada en 2021 por la Editorial Galaxia. En 2022 fue publicada por la editorial Xordica la edición en castellano, traducida por la propia autora. Ambientada en la prisión de mujeres de A Galera, en La Coruña, durante el siglo XIX, la obra aborda la represión, la desigualdad y la falta de derechos de las mujeres encarceladas en esa época. Fue reconocida con el Premio Blanco Amor en 2020 y el Premio Nacional de Narrativa en 2022.

## Argumento
La novela se sitúa en el año 1863 y tiene como protagonista a Sisca (personaje ficticio basado en una historia real), una joven de quince años que es condenada por no ser las mujeres dueñas de su cuerpo. A través de su relato y del de otras reclusas, se reconstruyen las duras condiciones de vida en la prisión de A Galera donde la mayoría de las mujeres estaban encerradas por delitos menores o por causas ligadas a la pobreza y la exclusión social.
La obra también introduce personajes históricos reales, como Concepción Arenal, visitadora de prisiones, y Juana de Vega. Ambas colaboraban en iniciativas filantrópicas a través de la Sociedad de la Magdalena, trabajando para mejorar la vida de las reclusas y promover un enfoque más humano del sistema penitenciario.

## Personajes
Personajes históricos y ficticios se entrelazan en la narrativa de Las malas mujeres, con el objetivo de ofrecer una visión crítica de la situación de las mujeres en el sistema penitenciario del siglo XIX en Galicia. Algunos de los más destacados son:
- Sisca: protagonista de la novela. Es una joven de quince años encarcelada por colaborar en un aborto clandestino. Su historia representa la falta de derechos y de autonomía de las mujeres sobre sus cuerpos.[6]
- Concepción Arenal: escritora, jurista y pionera del feminismo en España. Aparece en la novela como visitadora de cárceles, comprometida con la mejora de las condiciones de vida de las reclusas, su formación y la promoción de una justicia más humana.[8]
- Juana de Vega: activista liberal y filántropa gallega, presidenta de la Sociedad de la Magdalena. En la obra, colabora con Arenal en sus visitas a A Galera y representa el esfuerzo reformista de las clases altas.[8]
- Pepa a Loba: conocida bandolera gallega del siglo XIX.[9] En la novela, su presencia refuerza el carácter de denuncia y rescate de la memoria colectiva de las mujeres marginadas.
- Mudo coro de las malas mujeres: representa la colectividad de estas mujeres marginadas y analfabetas, cuya palabra no tiene valor. Toman la voz prestada de poetas como Rosalía de Castro para expresar sus penas y contar su historia.[10]

## Estructura y estilo
Las malas mujeres se caracteriza por una estructura híbrida y polifónica. La autora combina diferentes registros literarios: narración en primera persona, cartas, documentos históricos, canciones populares y fragmentos poéticos.  Esta variedad estilística permite ofrecer múltiples perspectivas y reflejar la complejidad de las vidas de las mujeres presas, dándoles voz y dignidad en un entorno históricamente marcado por el silencio.
La novela emplea recursos como la oralidad, el lenguaje popular y la intertextualidad con textos reales de la época, mezclando lo documental con la ficción.

## Temas
Los principales temas abordados en la novela incluyen:
- La situación de las mujeres en el sistema penitenciario del siglo XIX.
- El feminismo histórico y la sororidad.
- La marginalidad y la pobreza.
- La memoria histórica y la recuperación de las voces silenciadas.
- El cuerpo femenino como territorio de control y castigo.
- El acceso al conocimiento y la lectura.

## Recepción
La crítica literaria valoró positivamente la obra, destacando tanto su originalidad formal como su compromiso político y ético. El jurado del Premio Nacional de Narrativa subrayó "su original estructura híbrida que la convierte en una singular novela histórica sobre la situación carcelaria de las mujeres en el siglo XIX, con un admirable dominio del diálogo y del lenguaje".  También destacó que “la obra recupera la memoria de una forma brillante en diálogo con la tradición literaria. Un coro de voces femeninas de diversas clases sociales introduce elementos de la poesía popular y la cultura oral. La autora pone el acento en las desigualdades y a la vez ofrece una mirada esperanzadora: la capacidad de resiliencia y emancipación del ser humano, destacando la importancia de la sororidad y del compromiso con los demás”.
Asimismo, la crítica especializada elogió la profundidad de la novela y su tratamiento de la memoria histórica. Se ha descrito como: «una espléndida novela que describe la terrible situación que se vivía en las cárceles y retrata la España de finales del siglo XIX. […] Es un canto al poder de la educación, a los esfuerzos que hicieron las mujeres que nos precedieron para avanzar en la igualdad y en los derechos humanos. También un homenaje a las olvidadas, a tantas mujeres sin nombre castigadas por la vida que mostraron más dignidad que quienes las condenaron» (Eva Cosculluela, ABC Cultural) y  como «un retrato coral de mujeres que, de una manera u otra, fueron señaladas. [...] Una espléndida novela que invita a pensar» (Anna María Iglesia, La Lectura).

### Premios
- Premio Blanco Amor (2020), otorgado a la mejor novela inédita escrita en gallego.[3]
- Premio Nacional de Narrativa (2022), concedido por el Ministerio de Cultura y Deporte de España.[4]